# Giuseppe Cades
Giuseppe Cades (Roma, 8 dicembre 1750 – Roma, 8 dicembre 1799) è stato un pittore italiano.

## Biografia

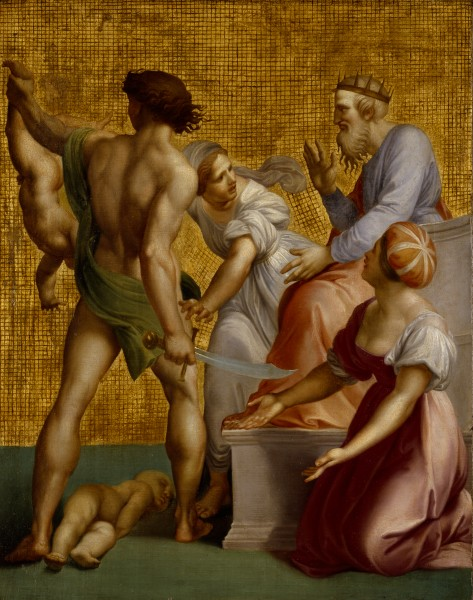
Il giudizio di Salomone, quadro, riproduzione di un affresco di Raffaello (XVIII secolo; Londra, Royal Academy of Arts).

Figlio di un oriundo francese, Cades fu ammesso giovanissimo all'Accademia di San Luca dopo aver conseguito il primo premio al Concorso Clementino del 1766, ma incontrò problemi con il suo maestro Domenico Corvi per la sua eccessiva indipendenza. In questi anni si legò ai circoli degli artisti nordici di passaggio a Roma e poté avvertire in anticipo su molti italiani i primi sintomi del nascente Romanticismo. Nel 1774 dipinse una pala d'altare, Martirio di San Benigno, per San Benigno Canavese, seguita, tre anni dopo, dall'Estasi di San Giuseppe da Copertino per la basilica romana dei Ss. Apostoli.
In questo periodo Cades entrò in contatto con Giacomo Quarenghi e Antonio Canova e lavorò per don Abbondio Rezzonico, nipote di Clemente XIII. Nel nono decennio del secolo ottenne commissioni per importanti edifici romani, come Palazzo Borghese, Palazzo Altieri, Palazzo Ruspoli, Palazzo Chigi.
Fu in questi anni che eseguì alcune delle sue opere più famose, come la decorazione di un ambiente di Villa Borghese con la storia di Gualtieri d'Anversa (tratta dal Decameron) e la Stanza dell'Orlando Furioso di palazzo Chigi ad Ariccia. Alcune di queste opere furono eseguite con tecniche difficili o comunque sperimentali, come l'encausto e la tempera su muro.
Nei primi anni '90 inviò una serie di tele al convento dei Frati Minori di Fabriano, che già mostrano i segni di una virata classicista di Cades. La morte lo colse nel 1799, impedendogli di terminare una Caduta degli Angeli ribelli per un cliente russo e il Martirio del Beato Signoretto Alliata per la Cattedrale di Santa Maria Assunta a Pisa.
Attratto dai grandi modelli del Cinquecento - accanto al "canonico" Raffaello le sue opere denotano un indubbio interesse per Michelangelo e per molti esponenti dell'arte del Manierismo - Cades seppe sintetizzare le sue fonti in un originalissimo melange venato di un precoce interessamento preromantico verso il Medioevo (Medievalismo).

Il suo grande virtuosismo nel disegno gli permise di eseguire stampe di altissima qualità, una delle quali (la Morte di Leonardo da Vinci) gli fu commissionata nientemeno che da Caterina II di Russia.

## Opere
- San Nicola non gradisce l'elevazione ad arcivescovo di Mira, dipinto, cappella eponima della chiesa di San Nicolò l'Arena di Catania.[1][2]